# 烏魯木齊都統
烏魯木齊都統，是清代駐防於新疆烏魯木齊的八旗驻防武官。官秩為從一品。為清代所設的四個駐防都統之一，相當於駐紮大臣。
乾隆二十年（1755年）清兵滅準噶爾，之後於烏魯木齊城置安西提標綠旗五營。乾隆二十四年（1759年）十一月，置烏魯木齊辦事大臣，首任大臣為安泰。乾隆三十六年（1771年）十一月，改滿兵駐防，置參贊大臣二人，由甘肅安西提督覺羅巴彥弼任。三十八年（1773年），再增置領隊大臣二人。乾隆四十八年（1783年）五月，裁烏魯木齊參贊大臣、領隊大臣，置烏魯木齊都統、副都統各一人。以原任參贊大臣索諾穆策凌為都統。同時，改烏魯木齊同知為迪化州知州。
烏魯木齊都統統轄烏魯木齊（迪化州）及吐魯番廳、哈密廳、巴里坤、古城、庫爾喀喇烏蘇等地駐防官軍。其下有協領六人，佐領、防禦、驍騎校各二十四人。吐魯番領隊大臣、哈密辦事大臣、巴里坤領隊大臣、古城領隊大臣、庫爾喀喇烏蘇領隊大臣歸其節制。光緒八年（1882年）籌建新疆省，次年裁撤烏魯木齊都統等各處大臣。

## 歷任都統，
1. 索諾穆策凌，蒙古鑲黃旗。乾隆三十七年（1772年）三月任烏魯木齊參贊大臣。次年任都統。四十五年（1780年）遷盛京將軍。四十七年（1782年）因甘肅冒賑案發，被乾隆帝賜死。
2. 奎林，滿洲鑲黃旗。乾隆四十五年（1780年）任烏魯木齊都統。
3. 明亮，滿洲鑲黃旗。乾隆四十六年（1781年）任。
4. 海祿，乾隆四十八年（1783年）署理。
5. 長清，海祿子，乾隆四十九年（1784年）任。
6. 奎林，乾隆五十年（1785年）再任。
7. 永鐸，乾隆五十年（1785年）代奎林為烏魯木齊都統。
8. 尚安，乾隆五十二年（1787年）任。
9. 明興（富察氏，明亮兄弟，喀什噶爾參贊大臣），乾隆五十九年（1794年）署理[1]。
10. 永保，乾隆六十年（1795年）調任，嘉慶二年（1797年）緣事革職[2]。
11. 書麟，嘉慶二年（1797年）署，嘉慶四年（1799）到京另候簡用。
12. 富俊，嘉慶四年正月五日（1799，2，9）任，嘉慶四年八月三日（1799，9，2）調喀什噶爾參贊大臣。
13. 興奎，嘉慶四年八月三日（1799，9，2）任，嘉慶七年七月廿四日（1802，8，21）調西安將軍。
14. 明亮，嘉慶七年七月廿四日（1802，8，21）任，嘉慶九年四月卅日（1804，6，7）調鑲藍旗蒙古都統。
15. 奇臣，嘉慶九年四月卅日（1804，6，7）任，嘉慶十一年十月廿日（1806，11，29）緣事解任[3]。
16. 和寧，嘉慶十一年十月廿日（1806，11，29）任，嘉慶十三年十月十四日（1808，12，1）到京另候簡用。
17. 色克通阿，嘉慶十三年十月十四日（1808，12，1）任，嘉慶十四年正月廿四日（1809，3，9）緣事解職到京聽候部議。
18. 興奎，嘉慶十四年正月廿四日（1809，3，9）調，嘉慶十八年七月廿日（1813，8，15）緣事解任訊辦，八月一日革職。
19. 長齡，嘉慶十八年七月廿日（1813，8，15）任，嘉慶十八年九月廿九日（1813，10，22）調陝甘總督。
20. 晉昌，嘉慶十八年九月廿九日（1813，10，22）任，嘉慶十八年十二月廿四日（1814，1，15）調盛京將軍，十九年二月三日又書烏魯木齊都統晉昌為盛京將軍
21. 伊沖阿，嘉慶十八年十二月廿四日（1814，1，15）任，嘉慶十九年二月十四日（1814，3，5）因病回京[4]。
22. 高杞，嘉慶十九年二月十四日（1814，3，5）調，嘉慶廿二年四月十九日（1817，6，3）緣事革職，以署陝甘總督任內有失
23. 劉芬，署。
24. 慶祥，嘉慶廿二年四月十九日（1817，6，3）調，嘉慶廿四年十一月卅日（1820，1，15）調伊犁參贊大臣。
25. 貢楚克扎布，嘉慶廿四年十一月卅日（1820，1，15）任，嘉慶廿五年十月廿五日（1820，11，30）命回京。
26. 德英阿，嘉慶廿五年十月廿五日（1820，11，30）任，道光二年六月廿七日（1822，8，13）調黑龍江將軍。
27. 英惠，道光二年六月廿七日（1822，8，13）任，道光五年十一月廿六日（1826，1，4）暫署伊犁將軍。
28. 達淩阿，道光五年十一月廿六日（1826，1，4），暫兼署。
29. 英惠，道光九年十一月廿七日（1829，12，22）命到京，
30. 成格，道光九年十一月廿七日（1829，12，22）調，道光十四年三月五日（1834，4，13）調刑部尚書，十年閏四月廿一日接任。
31. 長清，道光十四年三月五日（1834，4，13）任，道光十五年十月廿四日（1835，12，13）命到京。
32. 富呢揚阿，道光十五年十月廿四日（1835，12，13）任，道光十六年九月十二日（1836，10，21）調陝撫。
33. 廉敬，道光十六年九月十二日（1836，10，21）任，道光十九年三月十九日（1839，5，2）調成都將軍。
34. 惠吉，道光十九年三月十九日（1839，5，2）調，道光廿三年四月一日（1843，4，30）因病解任，九月廿六日接任。
35. 惟勤，道光廿三年四月一日（1843，4，30）任，道光廿三年十月七日（1843，11，28）馳往伊犁審辦事件，八月十三日接任
36. 中福，道光廿三年十月七日（1843，11，28）署。
37. 惟勤，道光廿九年六月廿四日（1849，8，12）調熱河都統。
38. 毓書，道光廿九年六月廿四日（1849，8，12）調，咸豐元年十一月十二日（1852，1，2）命回京。
39. 樂斌，咸豐元年十一月十二日（1852，1，2）任，咸豐三年二月十八日（1853，3，27）調綏遠城將軍。
40. 賡福，咸豐三年二月十八日（1853，3，27）調，咸豐五年八月四日（1855，9，14）因病解任。
41. 恆毓，咸豐五年八月四日（1855，9，14）任，咸豐五年十月六日（1855，11，15）調署正紅旗蒙古都統。
42. 倭什琿布，咸豐五年十月六日（1855，11，15）任，咸豐八年十月十九日（1858，11，24）命回京，十一月廿四日調寧夏將軍。
43. 圖伽布，咸豐八年十月十九日（1858，11，24）任，咸豐十年二月廿四日（1860，3，16）到京當差[5]。
44. 慶英，咸豐八年十一月廿四日（1858，12，28）署。
45. 常清，咸豐十年二月廿四日（1860，3，16）調，咸豐十年七月十七日（1860，9，2）調伊犁將軍，由熱河都統遷。
46. 法福禮，咸豐十年閏三月九日（1860，4，29）署，咸豐十一年十一月二日（1861，12，3）召[6]。
47. 平瑞，咸豐十一年十一月二日（1861，12，3）任，同治三年九月三日（1864，10，3）殉難[7]。
48. 保恆，同治三年十月八日（1864，11，6）暫署，同治四年二月十三日（1865，3，10）卒，實三年十一月卅日卒。
49. 景廉，同治十年十月十五日（1871，11，27）任，光緒元年三月廿八日（1875，5，3）調正白旗漢軍都統。
50. 金順，光緒元年三月廿八日（1875，5，3）任，光緒二年十月廿八日（1876，12，13）調伊犁將軍。
51. 英翰，光緒二年十月廿八日（1876，12，13）署，光緒四年正月十二日（1878，2，13）卒[8]。
52. 豫師，光緒四年正月十二日（1878，2，13）署，光緒四年十月十九日（1878，11，13）開缺回旗，西寧辦事大臣，未到任前，以金運昌暫護。
53. 恭鏜，光緒四年十月十九日（1878，11，13）署。
54. 恭鏜，光緒五年十一月一日（1879，12，13）任，光緒九年十一月十八日（1883，12，17）調西安將軍。
55. 長順，光緒九年十一月十八日（1883，12，17），任，光緒十年八月七日（1884，9，25）調正白旗漢軍都統。
56. 升泰，光緒十年八月七日（1884，9，25），署，光緒十年九月卅日（1884，11，17）裁缺。